# Rasa de l'Avellanosa
La Rasa de l'Avellanosa o la Rasa d'Avellanosa és un torrent afluent per la dreta del Riu Negre, al Solsonès.

## Descripció
A la primera meitat del seu curs (fins a la confluència amb la Rasa de Font Rodona) manté una direcció global cap al nord; la resta del seu curs el fa en direcció cap a les 2 del rellotge. Tot el seu curs transcorre íntegrament pel terme municipal de Riner.
Neix a 804 msnm entre el Pla de la Llaüna i el Serrat de la Carral. Els seus primers 276 m. és una séquia. A poc més d'un km del seu inici, passa a ponent del nucli de l'Avellanosa. Uns 2,4 km. més avall rep per l'esquerra la Rasa de Font Rodona, 1 km després deixa a la seva riba esquerra la masia d'el Solà i 500 metres més avall rep per la dreta la Rasa de Freixinet. Aquest tram comprès entre aquests dos afluents és conegut també com la Rasa del Solà, de la mateixa manera que els 2 km que li resten fins a desguassar al Riu Negre a 519 msnm, són coneguts amb el nom de Rasa de Freixinet. és la Rasa de Freixinet.

## Perfil del seu curs
| m de curs       | 0   | 500 | 1.000 | 1.500 | 2.000 | 2.500 | 3.000 | 3.500 | 4.000 | 4.500 | 5.000 | 5.500 | 6.000 | 6.500 | 7.000 | 7.150 |
| --------------- | --- | --- | ----- | ----- | ----- | ----- | ----- | ----- | ----- | ----- | ----- | ----- | ----- | ----- | ----- | ----- |
| Altitud (en m.) | 804 | 780 | 763   | 733   | 699   | 682   | 670   | 657   | 642   | 622   | 582   | 561   | 547   | 534   | 518   | 515   |
| % pendent       | -   | 4,8 | 3,4   | 6,0   | 6,8   | 3,4   | 2,4   | 2,6   | 3,0   | 4,0   | 8,0   | 4,2   | 2,8   | 2,6   | 4,6   | 2,0   |

## Xarxa hidrogràfica
La xarxa hidrogràfica de la Rasa de l'Avellanosa està integrada per un total de 28 cursos fluvials dels quals 14 són subsidiaris de 1r nivell, 10 ho són de 2n nivell, 2 ho són de 3r nivell i 1 ho és de 4t nivell. La totalitat de la xarxa suma una longitud de 28.038 m.

### Distribució per termes municipals
Tota la xarxa transcorre pel terme municipal de Riner.